# EA Black Box
EA Black Box (ranije Black Box Games) bila je proizvođač videoigara sa sjedištem u Burnabyju, Britanska Kolumbija, Kanada, koji su 1998. osnovali bivši zaposlenici Radical Entertainment -a, a kasnije ga je kupila Electronic Arts (EA). Programeri su prvenstveno poznati po serijama Need for Speed i Skate serije. Preimenovan je u Quicklime Games tijekom razvoja Need for Speed: World, ali je nakon niza restrukturiranja zatvorena u travnju 2013.

## Povijest
Black Box Games prethodno su razvijali za izdavače igara kao što su Sega, Midway Games i EA. U lipnju 2002., tijekom razvoja Need for Speed: Hot Pursuit 2, tvrtku je preuzela EA i postala podružnica u potpunom vlasništvu EA Canada. Kao rezultat akvizicije naziv studija je promijenjen u EA Black Box. U ožujku 2003. tvrtka nije imala prostora za svoje trenutne projekte, a kao rješenje gornja četiri kata uredskog tornja u centru Vancouvera korištena su za proširenje. U ožujku 2005. EA Black Box postao je neovisni studio od EA Canada, ali još uvijek u vlasništvu EA.
19. prosinca 2008, EA je najavila da će zatvoriti lokaciju studija EA Black Box u Vancouveru i preseliti operacije u EA Canada Burnaby objekte, kao dio EA-inih svjetskih planova za konsolidaciju. Dužnosnici su naglasili da će EA Black Box ostati otvoren, te su rekli da očekuju da će preseljenje biti završeno do lipnja 2009. Studio je ostao dio oznake EA Games i bio je neovisan o studiju EA Sports koji se također nalazi u sklopu objekta Burnaby.
U veljači 2012. EA je potvrdila broj otpuštanja zaposlenih u EA Canada i EA Black Box, te da su preobrazili studije prema "digitalnim formatima velikog rasta, uključujući online, društvene igre i besplatnu igru". EA je odbio komentirati hoće li brend EA Black Box ostati.
U srpnju 2012. EA Black Box preimenovan je u Quicklime Games tijekom razvoja računalne igre Need for Speed: World, pod kojim je imenom radio do zatvaranja u travnju 2013.
Odgovornost za franšizu Need for Speed preuzele su Ghost Games.
Bivši zaposlenici EA Black Box-a raširili su se po drugim programerima igara praveći trkaće igre poput Ubisoftovog The Crew-a i drugo.

## Videoigre
Popisi ispod prikazuju videoigre koje su proizvedene za izdavača EA Games/EA (Electronic Arts je ime "EA Games" promijenio u samo "EA"):

## Games developed
| Godina              | Videoigra                             | Platforma(e)         |
| ------------------- | ------------------------------------- | -------------------- |
| Kao Black Box Games |                                       |                      |
| 2000                | NASCAR 2001                           | PlayStation          |
| 2000                | NASCAR 2001                           | PlayStation 2        |
| 2000                | NHL 2K                                | Dreamcast            |
| 2001                | NHL Hitz 20-02                        | GameCube             |
| 2001                | NHL Hitz 20-02                        | PlayStation 2        |
| 2001                | NHL Hitz 20-02                        | Xbox                 |
| 2002                | Need for Speed: Hot Pursuit 2         | PlayStation 2        |
| 2002                | NHL Hitz 20-03                        | GameCube             |
| 2002                | NHL Hitz 20-03                        | PlayStation 2        |
| 2002                | NHL Hitz 20-03                        | Xbox                 |
| 2002                | Sega Soccer Slam                      | GameCube             |
| 2002                | Sega Soccer Slam                      | PlayStation 2        |
| 2002                | Sega Soccer Slam                      | Xbox                 |
| Kao EA Black Box    |                                       |                      |
| 2003                | Need for Speed: Underground           | GameCube             |
| 2003                | Need for Speed: Underground           | Microsoft Windows    |
| 2003                | Need for Speed: Underground           | PlayStation 2        |
| 2003                | Need for Speed: Underground           | Xbox                 |
| 2003                | NHL 2004                              | GameCube             |
| 2003                | NHL 2004                              | Microsoft Windows    |
| 2003                | NHL 2004                              | PlayStation 2        |
| 2003                | NHL 2004                              | Xbox                 |
| 2004                | Need for Speed: Underground 2         | GameCube             |
| 2004                | Need for Speed: Underground 2         | Microsoft Windows    |
| 2004                | Need for Speed: Underground 2         | PlayStation 2        |
| 2004                | Need for Speed: Underground 2         | Xbox                 |
| 2004                | NHL 2005                              | GameCube             |
| 2004                | NHL 2005                              | Microsoft Windows    |
| 2004                | NHL 2005                              | PlayStation 2        |
| 2004                | NHL 2005                              | Xbox                 |
| 2005                | Need for Speed: Most Wanted           | GameCube             |
| 2005                | Need for Speed: Most Wanted           | Microsoft Windows    |
| 2005                | Need for Speed: Most Wanted           | PlayStation 2        |
| 2005                | Need for Speed: Most Wanted           | Xbox                 |
| 2005                | Need for Speed: Most Wanted           | Xbox 360             |
| 2006                | Need for Speed: Carbon                | GameCube             |
| 2006                | Need for Speed: Carbon                | Microsoft Windows    |
| 2006                | Need for Speed: Carbon                | PlayStation 2        |
| 2006                | Need for Speed: Carbon                | PlayStation 3        |
| 2006                | Need for Speed: Carbon                | Wii                  |
| 2006                | Need for Speed: Carbon                | Xbox                 |
| 2006                | Need for Speed: Carbon                | Xbox 360             |
| 2006                | Need for Speed: Carbon - Own the City | PlayStation Portable |
| 2007                | NBA Street Homecourt                  | PlayStation 3        |
| 2007                | NBA Street Homecourt                  | Xbox 360             |
| 2007                | Need for Speed: ProStreet             | Microsoft Windows    |
| 2007                | Need for Speed: ProStreet             | PlayStation 2        |
| 2007                | Need for Speed: ProStreet             | PlayStation 3        |
| 2007                | Need for Speed: ProStreet             | Wii                  |
| 2007                | Need for Speed: ProStreet             | Xbox 360             |
| 2007                | Skate                                 | PlayStation 3        |
| 2007                | Skate                                 | Xbox 360             |
| 2008                | Need for Speed: Undercover            | Microsoft Windows    |
| 2008                | Need for Speed: Undercover            | PlayStation 3        |
| 2008                | Need for Speed: Undercover            | Xbox 360             |
| 2008                | Skate It                              | Nintendo DS          |
| 2008                | Skate It                              | Wii                  |
| 2009                | Need for Speed: Shift                 | Microsoft Windows    |
| 2009                | Need for Speed: Shift                 | PlayStation 3        |
| 2009                | Need for Speed: Shift                 | Xbox 360             |
| 2009                | Skate 2                               | PlayStation 3        |
| 2009                | Skate 2                               | Xbox 360             |
| 2010                | Need for Speed: World                 | Microsoft Windows    |
| 2010                | Skate 3                               | PlayStation 3        |
| 2010                | Skate 3                               | Xbox 360             |
| 2011                | Battlefield 3                         | Microsoft Windows    |
| 2011                | Battlefield 3                         | PlayStation 3        |
| 2011                | Battlefield 3                         | Xbox 360             |
| 2011                | Need for Speed: The Run               | Microsoft Windows    |
| 2011                | Need for Speed: The Run               | PlayStation 3        |
| 2011                | Need for Speed: The Run               | Xbox 360             |
| Kao EA Jawbreaker   |                                       |                      |
| 2015                | Battlefield Hardline                  | Microsoft Windows    |
| 2015                | Battlefield Hardline                  | PlayStation 3        |
| 2015                | Battlefield Hardline                  | PlayStation 4        |
| 2015                | Battlefield Hardline                  | Xbox 360             |
| 2015                | Battlefield Hardline                  | Xbox One             |

## Vanjske poveznice
- Službena stranica